# WTA German Open 2021
WTA German Open 2021 (còn được biết đến với Bett1open vì lý do tài trợ) là một giải quần vợt WTA 500 thi đấu trên mặt sân cỏ ngoài trời. Đây là lần thứ 94 giải đấu được tổ chức và là một phần của WTA Tour 2021. Giải đấu diễn ra tại Rot-Weiss Tennis Club ở Berlin, Đức từ ngày 14 đến ngày 20 tháng 6 năm 2021.

## Nội dung đơn

### Hạt giống[1]
| Quốc gia | Tay vợt           | Xếp hạng1 | Hạt giống |
| -------- | ----------------- | --------- | --------- |
| BLR      | Aryna Sabalenka   | 4         | 1         |
| UKR      | Elina Svitolina   | 6         | 2         |
| CAN      | Bianca Andreescu  | 7         | 3         |
| CZE      | Karolína Plíšková | 10        | 4         |
| SUI      | Belinda Bencic    | 11        | 5         |
| ESP      | Garbiñe Muguruza  | 13        | 6         |
| BLR      | Victoria Azarenka | 16        | 7         |
| CZE      | Karolína Muchová  | 19        | 8         |

- Bảng xếp hạng vào ngày 31 tháng 5 năm 2021.[2][3]

### Vận động viên khác
Đặc cách:
- Anna Kalinskaya
- Andrea Petkovic

Vượt qua vòng loại:
- Hailey Baptiste
- Misaki Doi
- Magdalena Fręch
- Asia Muhammad
- Jule Niemeier
- Liudmila Samsonova

### Rút lui
Trước giải đấu
- Ashleigh Barty → thay thế bởi  Madison Keys
- Jennifer Brady → thay thế bởi  Angelique Kerber
- Sofia Kenin → thay thế bởi  Jessica Pegula
- Petra Kvitová → thay thế bởi  Shelby Rogers
- Naomi Osaka → thay thế bởi  Petra Martić
- Maria Sakkari → thay thế bởi  Veronika Kudermetova
- Iga Świątek → thay thế bởi  Ekaterina Alexandrova

## Nội dung đôi

### Hạt giống
| Quốc gia | Tay vợt         | Quốc gia | Tay vợt           | Xếp hạng1 | Hạt giống |
| -------- | --------------- | -------- | ----------------- | --------- | --------- |
| USA      | Nicole Melichar | NED      | Demi Schuurs      | 19        | 1         |
| JPN      | Shuko Aoyama    | JPN      | Ena Shibahara     | 26        | 2         |
| CHI      | Alexa Guarachi  | USA      | Desirae Krawczyk  | 32        | 3         |
| BLR      | Aryna Sabalenka | BLR      | Victoria Azarenka | 52        | 4         |

- 1 Bảng xếp hạng vào ngày 31 tháng 5 năm 2021.

### Vận động viên khác
Đặc cách:
- Julia Middendorf /  Noma Noha Akugue
- Garbiñe Muguruza /  Andrea Petkovic

### Rút lui
Trước giải đấu
- Veronika Kudermetova /  Elena Vesnina → thay thế bởi  Veronika Kudermetova /  Markéta Vondroušová

## Nhà vô địch

### Đơn
- Liudmila Samsonova đánh bại  Belinda Bencic, 1–6, 6–1, 6–3

### Đôi
- Victoria Azarenka /  Aryna Sabalenka đánh bại  Nicole Melichar /  Demi Schuurs, 4–6, 7–5, [10–4]